# Aeródromo de Ontur

i7
i11
i13
Aeródromo de Ontur ist ein Flugplatz im Gemeindegebiet von Ontur in der spanischen Provinz Albacete in der Autonomen Gemeinschaft Kastilien-La Mancha.
Der Flugplatz liegt rund drei Kilometer westlich der Stadt Ontur und ist für die zivile Luftfahrt unter VFR-Bedingungen für Leichtflugzeuge zugelassen. Eigentümer ist das Ayuntamiento de Ontur, wird jedoch vom Aero Club de Albacete verwaltet, der dort auch seit 2006 eine Flugschule betreibt.  